# Slovan Bratislava II
El ŠK Slovan Bratislava II es un equipo de fútbol de Eslovaquia que milita en la II Liga de Eslovaquia, la tercera liga de fútbol más importante del país.
Fue fundado en el año 2001 en la capital Bratislava y funciona como un equipo filial del Slovan Bratislava, por lo que no puede jugar en la Corgoň Liga, la principal liga de fútbol en el país. Nunca ha ganado un título importante en su historia.